# Aleja Jana Kasprowicza we Wrocławiu
Aleja Jana Kasprowicza – ulica we wrocławskim osiedlu Karłowice, długości 1,7 km, łącząca ulicę Żmigrodzką z Placem Daniłowskiego.
Wytyczona w przybliżeniu równoleżnikowo w 1895 r. jako główna arteria zamierzenia urbanistycznego podwrocławskiego „miasta-ogrodu Karłowice” (Gartenstadt Carlowitz); nosiła wówczas niem. nazwę Korso Alee. Znajduje się przy niej większość najważniejszych obiektów osiedla z przełomu XIX i XX wieku (kościół św. Antoniego wraz z klasztorem franciszkanów, szpital dziecięcy – dawny klasztor urszulanek) i najbardziej reprezentacyjne wille. Znajduje się tu także Park Jana Kasprowicza (do 1945 r. Volkspark), utworzony na miejscu, gdzie Guido von Drabizius miał jedną ze swoich szkółek roślin.
Podczas oblężenia Festung Breslau w 1945 r. zabudowa ulicy nie uległa znaczącym zniszczeniom. Po wojnie polską nazwę nadano jej na cześć poety Jana Kasprowicza (1860–1926).
W willi zlokalizowanej przy Al. Kasprowicza 24A znajduje się wrocławskie Muzułmańskie Centrum Kulturalno-Oświatowe.